# Borbach (Ruhr)
| Zuläufe und Bauwerke \| Borbach \| Borbach \| Borbach \| \| ------------------- \| ------- \| ---------------- \| \| Legende \| \| \| \| Witten \| \| Witten \| \| \| \| \| \| Erlenteich \| \| \| \| \| \| \| \| \| \| \| \| Teich \| \| \| \| \| \| \| \| \| \| An den 3 Teichen \| \| \| \| \| \| \| \| \| \| \| \| \| \| \| \| \| \| Zeche Borbachtal \| \| Kermelbach \| \| \| \| \| \| Kohlensiepen \| \| \| \| \| \| Teich \| \| \| \| \| \| \| \| \| \| \| \| \| \| \| \| \| \| \| \| Teich \| \| \| \| \| \| Rückhaltebecken \| \| \| \| Teich \| \| \| \| \| \| \| \| \| \| \| \| Hammerteich \| \| \| \| \| \| \| \| \| \| \| \| Elberfeld-Dortmund \| \| \| \| Bundesstraße 226 \| \| \| \| Ruhr (Mühlengraben) \| \| \| |  |                  |
| Borbach |  |                  |
| Legende |  |                  |
| Witten |  | Witten           |
| |  |                  |
| Erlenteich |  |                  |
| |  |                  |
| |  |                  |
| Teich |  |                  |
| |  |                  |
| |  | An den 3 Teichen |
| |  |                  |
| |  |                  |
| |  |                  |
| |  |                  |
| Zeche Borbachtal |  | Kermelbach       |
| |  |                  |
| Kohlensiepen |  |                  |
| |  | Teich            |
| |  |                  |
| |  |                  |
| |  |                  |
| |  |                  |
| |  | Teich            |
| |  |                  |
| Rückhaltebecken |  |                  |
| Teich |  |                  |
| |  |                  |
| |  |                  |
| Hammerteich |  |                  |
| |  |                  |
| |  |                  |
| Elberfeld-Dortmund |  |                  |
| Bundesstraße 226 |  |                  |
| Ruhr (Mühlengraben) |  |                  |

Der Borbach ist ein Fließgewässer, welches vom Ortsteil Schnee nach Witten fließt und dort von rechts in die Ruhr mündet. 

## Name
Der Borbach wurde früher Borbecke genannt. Es gibt noch die beiden Siedlungen Kleine Borbach und Große Borbach. Das plattdeutsche Wort Becke ist weiblich (de bzw. die Becke). In einer Übergangsphase zwischen dem im Ardeygebirge gesprochenen Plattdeutschen und dem Hochdeutschen entstand eine Mischform mit weiblichem Geschlecht und hochdeutscher Wortform: die Borbach; genau so wird der Bach von vielen Einheimischen noch immer genannt. Auf diese Weise erklären sich auch die bis heute erhaltenen Straßen- und Siedlungsnamen Große Borbach und Kleine Borbach. Mittlerweile hat sich die rein hochdeutsche und grammatikalisch korrekte Form der Borbach durchgesetzt.

## Geografische Lage
In Schnee entspringt der Borbach und fließt bald in den Erlenteich. Danach durchfließt er das Hasenhölzken und wendet sich in westlicher Richtung dem Buchenholz zu. Hier speiste er bis 2017 die künstlich angelegten drei Teiche im Erholungsgebiet Buchenholz. 

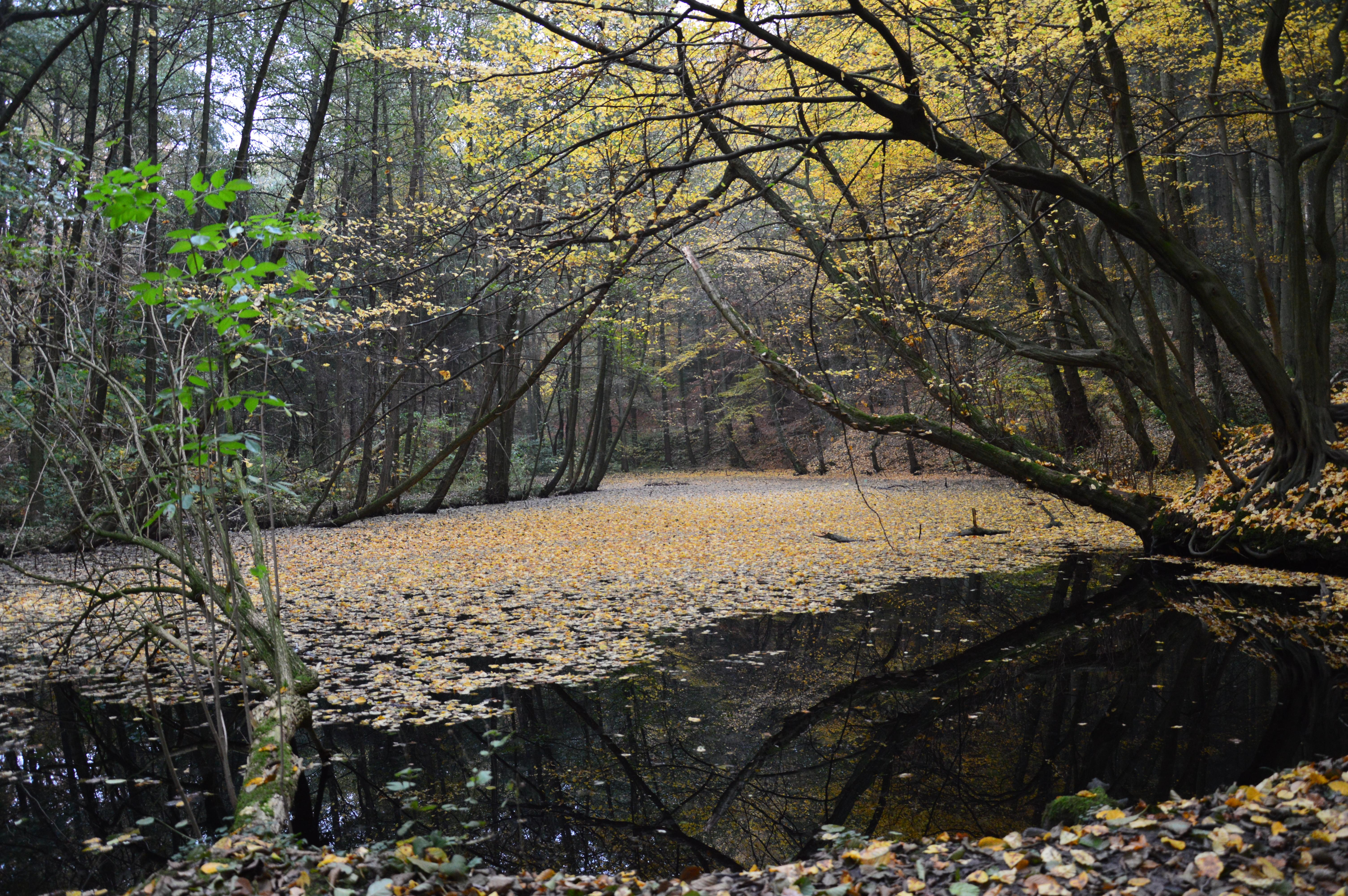
„Drei Teiche“, Oberteich
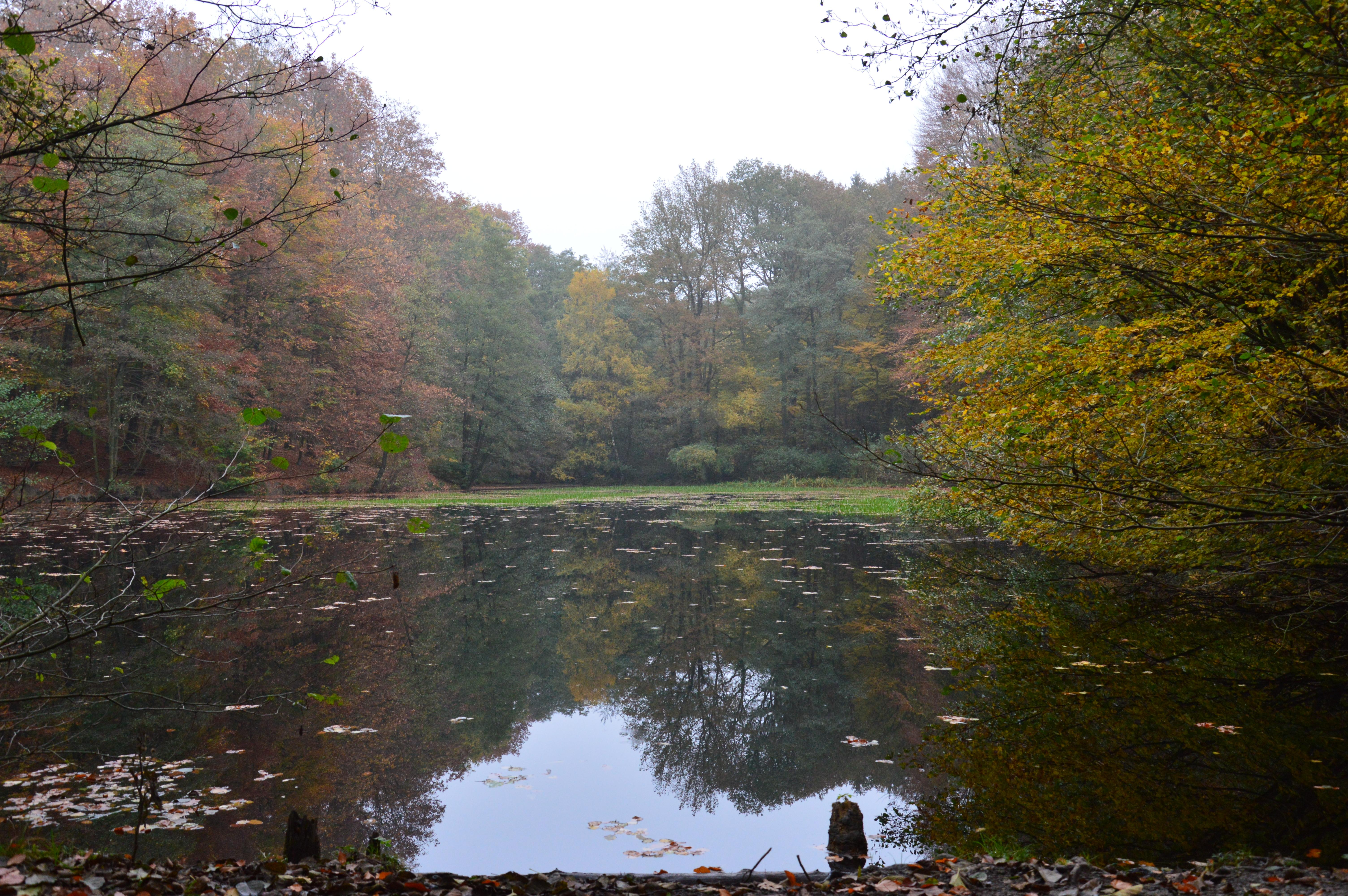
„Drei Teiche“, Unterteich

Anschließend fließt der Borbach nördlich an der Siedlung Kleine Borbach vorbei. Viele der Häuser wurden erst im 19. Jahrhundert angelegt durch eingewanderte Bergleute, die hier in der Annener Mark Land für den Bau von Kotten erwarben.
Anschließend fließt er an der ehemaligen Zeche Borbachtal vorbei. Hier wurde unter mehreren Namen wie Schlagbaum, Gute Hoffnung V und Borbachtal der Suche nach Steinkohlen mit mäßigem Erfolg nachgegangen. Anschließend nimmt er den Merensiepen auf und fließt durch die Ortschaft Große Borbach und unterquert die Straße Kohlensiepen.
In unmittelbarer Nähe liegt das 1867 errichtete Borbachschlösschen. Das kleine Landschlösschen besitzt einen gotisch anmutenden großen Spitzbogen, Sandstein-Erker und Jugendstil-Bleiverglasungen sowie im Innenbereich Stuckdecken im Stile des Historismus.
Anschließend fließt er weiter in westlicher Richtung und umfließt den südlich des Baches gelegenen Hohenstein. An der Krummen Dreh wendet er sich nach Südwesten, um dann den Hammerteich zu erreichen.
Der Teich wurde 1722 angestaut, um dem ersten Wittener Hammerwerk des Fabrikanten Peter Lange als Energiequelle zu dienen. Daher heißt der Teich heute Hammerteich.
Nach dem Verlassen des Teiches mündet der Borbach unterhalb des Wennemarsberges in den örtlichen Mühlengraben neben der Ruhr.

## Nebengewässer
- Kermelbach
- Merensiepen